# Bulgarische Eishockeynationalmannschaft der Frauen
Die bulgarische Eishockeynationalmannschaft der Frauen ist die nationale Eishockey-Auswahlmannschaft Bulgariens im Fraueneishockey. Nach der Weltmeisterschaft 2022 lag die Mannschaft auf dem 32. Rang der IIHF-Weltrangliste.

## Geschichte
Die bulgarische Eishockeynationalmannschaft gab im September 2008 ihr Debüt im Rahmen der Qualifikation für die Olympischen Winterspiele 2010. Dort mussten die Bulgarinnen gegen erfahrene Mannschaften aus traditionellen Eishockeynationen antreten und blieben in vier Spielen bei einem Torverhältnis von 1:192 vollkommen chancenlos. Vor allem das Spiel gegen die Slowakei wurde zu einem Debakel für die neu gegründete Nationalmannschaft und endete in einer 0:82-Niederlage, die die höchste Niederlage in der Geschichte des Fraueneishockeys war.
Im Januar 2011 bestritt die Nationalmannschaft vier Testspiele in der türkischen Stadt Erzurum gegen Gastgeber Türkei und Slowenien und konnte zumindest die Spiele gegen die Türkei im Rahmen halten (0:5 und 2:3). Die Spiele dienten zur Vorbereitung auf die Weltmeisterschaft 2011, bei der Bulgarien als Gastgeber in der Division V sein WM-Debüt gab. Bei ihrer ersten WM-Teilnahme gelangen den Bulgarinnen ihre ersten beiden Pflichtspielsiege überhaupt und sie beendeten das Turnier auf Rang drei.

## Platzierungen

### Bei Weltmeisterschaften
- 2011 – 3. Platz, Division V
- 2012 – keine Teilnahme
- 2013 – 2. Platz, Qualifikation zur Division IIB
- 2014 – 3. Platz, Qualifikation zur Division IIB
- 2015 – 4. Platz, Qualifikation zur Division IIB
- 2016 – 4. Platz, Qualifikation zur Division IIB
- 2017 – 4. Platz, Qualifikation zur Division IIB
- 2018 – 5. Platz, Qualifikation zur Division IIB
- 2019 – 5. Platz, Qualifikation zur Division IIB
- 2020 – 4. Platz, Division III
- 2020–2021 – keine Austragung
- 2022 – 3. Platz, Division IIIA
- 2023 – 5. Platz, Division IIIA
- 2024 – 6. Platz, Division IIIA (Abstieg in die Division IIIB)
- 2025 – 1. Platz, Division IIIB (Aufstieg in die Division IIIA)

### Bei Olympischen Winterspielen
- 2010 – 5. Platz, Gruppe A (Vor-Qualifikation)